# ハンディマックス
ハンディマックス（英語: Handymax）またはスープラマックス（英語: Supramax）は、ばら積み貨物船のうち、載貨重量トンが35,000 トンから60,000 トンの範囲にあるものを指す言葉である。
ハンディマックスの船は典型的には全長150 - 200 mほどで、特に日本にあるばら積み貨物取扱設備の制約から多くのハンディマックスの船が全長190 m弱となっている。現代のハンディマックスの典型的な設計は52,000 - 58,000 載貨重量トンほどで、5つの船倉を備え、4つの30 トンクレーンを備えている。